# 丹霞山站
丹霞山站，又称丹霞站，位于中国广东省韶关市仁化县周田镇，是赣韶铁路上的火车站，于2014年9月30日启用营运，中国铁路广州局集团管辖。

## 歷史
车站于2014年9月30日随赣韶铁路通车而启用。
由于客流不足，车站于2021年暂停办理客运业务；后在地方政府的要求下，车站于2023年10月11日铁路调图时恢复营业。现时本站仅有来往南京和广州的K527/528次列车停靠，2024年暑假期间临时增加来往广州和南雄的K9207/9208次列车停靠。

## 外部連結
- 中国铁路客户服务中心（页面存档备份，存于）